# Шляхове (Кропивницький район)
Шляхове́ — село в Україні, в Бобринецькій міській територіальній громаді Кропивницького району Кіровоградської області. Населення становить 217 осіб.

## Населення
Згідно з переписом УРСР 1989 року чисельність наявного населення села становила 262 особи, з яких 119 чоловіків та 143 жінки.
За переписом населення України 2001 року в селі мешкало 217 осіб.

### Мова
Розподіл населення за рідною мовою за даними перепису 2001 року:
| Мова       | Відсоток |
| ---------- | -------- |
| українська | 99,08 %  |
| російська  | 0,92 %   |